# Assedio di Calais (1346)
L'assedio di Calais fu posto dalle truppe inglesi alla città costiera francese nel 1346, durante la guerra dei cent'anni.

## Premesse
Dopo la vittoriosa battaglia di Crécy, che segnò il culmine della prima grande scorreria inglese (chevauchée) della guerra, Edoardo III giunse infine sulla Manica, davanti a Calais, il 4 settembre 1346. Nonostante la vittoria, infatti, non era in grado di proseguire oltre la campagna e gli era necessario invece catturare un porto comodo e sicuro per assicurarsi una via di comunicazione con l'Inghilterra. La scelta di Calais come obiettivo è stata spiegata con la posizione strategica della città, vicina alla costa inglese e al confine fiammingo (le Fiandre erano alleate di Edoardo); con la robustezza delle sue difese, che la rendevano una ben difendibile testa di ponte da cui lanciare nuove incursioni; con il disturbo che la sua flottiglia portava ai commerci anglo-fiamminghi e alle stesse coste delle Fiandre. Gli altri porti sulla costa settentrionale, sino in Normandia, si trovavano d'altra parte su un territorio già sconvolto dal passaggio della guerra, ed avrebbero offerto quindi poche fonti di sostentamento ad un esercito in marcia, o peggio impegnato in un assedio; non da ultimo Edoardo probabilmente sperava che minacciando Calais avrebbe attirato nuovamente in campo aperto l'esercito francese, per infliggergli una sconfitta definitiva.

## L'assedio
Calais era tutt'altro che un obiettivo facile, sia per la natura del luogo, circondata com'era da dune di sabbia e da paludi, sia perché difesa da una forte guarnigione comandata da due valenti comandanti: il cavaliere borgognone Jean de Vienne e il balivo di Saint-Omer Enguerrand de Beaulo; conscia poi della propria importanza strategica, già dal momento dello sbarco in Cotentin di Edoardo nel mese di luglio, la città aveva iniziato ad accumulare scorte ed irrobustire le fortificazioni, chiedendo con insistenza al sovrano truppe di rinforzo per la guarnigione.
Non potendo attaccare direttamente la città (il terreno molle impediva la costruzione di grosse macchine d'assedio), gli inglesi dovettero contare sulla resa per fame, impegnandosi in quella che è stata definita la «più vasta singola operazione militare intrapresa dall'Inghilterra sino all'epoca moderna».
Con uno sforzo logistico imponente per l'epoca, gli inglesi eressero i propri quartieri d'inverno ad ovest della città, nel luogo dove al principio del XVI secolo venne poi eretto Fort Nieulay; costruirono, secondo Froissart, un vero e proprio villaggio, che ebbe nome Villeneuve-le-Hardi, dotato di strade pavimentate, negozi, botteghe artigiane, e pure di un mercato due giorni a settimana. I rifornimenti, procurati in tutta l'Inghilterra da apposite squadre di agenti, giungevano per nave a Gravelines, sulla costa fiamminga, continuando poi via terra su carri.
Non abbiamo dalle cronache dell'epoca dettagli circa le operazioni d'assedio di terra, che verosimilmente durante l'inverno 1346-1347 dovettero limitarsi ad azioni di sortita degli assediati e ad azioni di disturbo da parte delle guarnigioni delle fortezze circostanti dell'Artois e del Boulonnais. Dalla parte del mare le galee genovesi al servizio della Francia il 17 settembre catturarono 25 vascelli inglesi sotto gli occhi di Edoardo; fu però l'ultimo eclatante successo francese: con l'inverno le galee genovesi furono ritirate e poste in disarmo ad Abbeville, mentre il rafforzamento della flotta inglese e la costruzione di fortificazioni costiere rendevano sempre più difficile l'accesso alla città dal mare. Almeno due convogli riuscirono a forzare il blocco nei mesi di marzo e aprile, poi ogni tentativo fu vano dal mese di maggio, quando gli inglesi presero il forte di Risban, vi posero dei cannoni, e affondarono una nave all'imbocco del canale di entrata al porto.
In primavera Edoardo III riuscì ad ottenere dal Parlamento nuove truppe e finanziamenti, cosicché nell'estate gli assedianti erano oltre 30 000.
Finché ebbe accesso al rifornimento via mare Calais poté resistere senza grosse difficoltà, quando però il blocco fu completo la città poté sperare solo nell'aiuto esterno; Filippo VI nell'ottobre aveva ammassato truppe a Compiègne in vista di un'azione congiunta con Davide II di Scozia, ma dopo la sconfitta dell'alleato a Durham, e i rovesci subiti sugli altri fronti (Guienna e Britannia), congedò l'esercito per l'inverno, e scese nuovamente in campo solo nell'estate successiva, giungendo infine di fronte a Calais il 27 luglio 1347. Non osò tuttavia attaccare subito il campo trincerato inglese, che poteva essere assalito solo per due vie, le altre essendo impraticabili: attraverso le dune che segnavano la costa, e tramite la strada che attraversava il fiume Hem al ponte di Nieulay; sulla riva del mare Edoardo aveva fatto tirare in secco alcune navi, guarnendole di uomini d'arme, arcieri e balestrieri rendendole vere e proprie fortezze, mentre il ponte di Nieulay era tenuto da un forte contingente agli ordini del conte di Derby. Filippo, timoroso ad attaccare da una posizione di svantaggio, memore del disastro dell'anno prima, inviò alcuni ambasciatori ad Edoardo proponendo uno scontro in campo aperto fra i due eserciti, ma Edoardo rifiutò la proposta. Anche la trattativa, durata tre giorni, condotta da due inviati di papa Clemente VI, il vescovo di Frascati Annibaldo Gaetani di Ceccano, ed Étienne Aubert (poi Papa col nome di Innocenzo VI), non ebbe buon esito; Edoardo anzi approfittò del periodo di tregua per rinforzare le proprie difese e ricevere un rinforzo di 17 000 uomini dall'Inghilterra e dalla Lega anseatica. Fallito anche l'approccio diplomatico Filippo comprese di non avere possibilità di successo e si ritirò; il giorno successivo la città in preda alla fame si arrese.
Pare che inizialmente Edoardo III avesse intenzione, per la rabbia di essere stato costretto ad un così lungo assedio, di passare per le armi o prendere in ostaggio (a seconda del censo) l'intera popolazione della città; si risolse a più miti consigli in un secondo tempo, esigendo che sei cittadini, i borghesi più in vista della città, si presentassero a lui in camicia e con un cappio attorno al collo, per essere giustiziati. I sei ebbero poi risparmiata la vita per intercessione della regina consorte Filippa di Hainaut.

Il famoso episodio potrebbe tuttavia non essere realmente avvenuto in quanto non tutte le cronache lo riportano, pur avendo l'assedio di Calais sollevato un interesse altissimo in tutta l'Europa: l'inglese Geoffrey le Baker descrive una cerimonia di resa più sommessa, al termine della quale 15 cavalieri agli ordini di Jean de Vienne (tra cui il futuro maresciallo di Francia Arnoul d'Audrehem), e molti borghesi partirono per l'Inghilterra trattati con tutti i riguardi; la Chronique de Saint-Omer riferisce invece che il gruppo di ostaggi in camicia era composto da cinque persone, tra cui lo stesso Jean de Vienne, due borghesi e due cavalieri. Non è da escludersi, ritiene la storiografia contemporanea, che si sia trattato di un'abile mossa propagandistica di Edoardo a beneficio degli amici (il Parlamento inglese, da cui il sovrano inglese dipendeva per i finanziamenti alle sue campagne, che ne poteva lodare la magnanimità), e dei nemici (i francesi, che ne dovevano temere l'augusta collera).

## Conseguenze
Tutta la popolazione fu costretta a lasciare la città per essere sostituita da coloni inglesi, in gran parte soldati di guarnigione e rispettive famiglie (circa un migliaio); Calais, considerata inespugnabile per la nuova cerchia di mura di cui fu dotata, divenne un vero e proprio lembo d'Inghilterra sul continente europeo per oltre due secoli, soggetta alla diocesi di Canterbury per gli affari religiosi, e base logistica, militare e commerciale importantissima per gli interessi della Corona inglese.